# Gnomulus bedoharvengorum
Gnomulus bedoharvengorum (лат.) — вид паукообразных из семейства Sandokanidae отряда сенокосцев.
Известен всего из четырёх мест во Вьетнаме: в пещерах трёх холмов из известняка и на поверхности одного из них, в подстилке кустарника, при этом местность между холмами не пригодна для обитания вида.
МСОП присвоил таксону охранный статус «Вымирающие виды» (EN), так как его популяция сокращается везде, кроме одного места обитания. Угрозами для выживания этих сенокосцев считают интенсивный спелеотуризм и добычу полезных ископаемых в одном из холмов.